# Big Gut (East River of Pictou)
Big Gut – zatoka (gut) rzeki East River of Pictou w kanadyjskiej prowincji Nowa Szkocja, w hrabstwie Pictou; nazwa urzędowo zatwierdzona 23 czerwca 1966. Na akwenie znajduje się wyspa Spoon Island. Do zatoki uchodzi od wschodu strumień Clish Brook.